# Greatest Hits (Enrique Iglesias)
Greatest Hits é a quarta compilação do cantor Enrique Iglesias, lançado a 11 de Novembro de 2008.
O disco contém duas novas faixas, "Away" com Sean Garrett e "Takin' Back My Love" com Ciara.

## Faixas
1. "Bailando" - 3:33
2. "Away" (feat. Sean Garrett) - 3:59
3. "Hero" - 4:24
4. "Be With You" - 3:40
5. "Takin' Back My Love" (feat. Ciara) - 3:51
6. "Rhythm Divine" - 3:30
7. "Do You Know? (The Ping Pong Song)" - 3:39
8. "Tired of Being Sorry" - 4:02
9. "Escape" - 3:29
10. "Could I Have This Kiss Forever" (feat. Whitney Houston) - 3:55
11. "Not in Love" (feat. Kelis) - 3:42
12. "Don't Turn Off the Lights" - 3:48
13. "Love to See You Cry" - 4:07
14. "Maybe" - 3:15
15. "Addicted" - 5:02
16. "Somebody's Me" - 3:59
17. "Can You Hear Me" - 3:43

## Tabelas
Álbum
| Ano  | Tabela        | Posição |
| ---- | ------------- | ------- |
| 2008 | Billboard 200 | 80      |